# گورامی سامورایی
گورامی سامورایی (نام علمی: Sphaerichthys vaillanti)، که به نام گورامی شکلاتی وایلانت و گورامی سامورایی گورخری نیز شناخته می‌شود، گونه‌ای از گورامی‌های بومی آسیا است، که عمدتاً از رودخانه کاپواس در غرب کالیمانتان، (کالیمانتان غربی) [1] تا منطقه بورنئو در اندونزی شناخته شده است. معمولاً به صورت جفت در نهرهای کوچک یا زهکشی که بقایای چوب فراوان است دیده می‌شود. این گونه به تقلید از برگ‌های مرده به عنوان نوعی استتار معروف است. طول این گونه به حدود ۶ سانتی‌متر (۲٫۵ اینچ) می‌رسد و به عنوان یک مازماهی شناخته می‌شود.